# Rukatunturi-Schanze
Die Rukatunturi-Schanze (finnisch Rukan hyppyrimäki) ist eine Skisprungschanze am Fjell Rukatunturi im finnischen Kuusamo und die Hauptschanze der Skisprunganlage Ruka (finnisch Rukan hyppyrimäet).
Auf der Großschanze fand von 2002 bis 2011 jedes Jahr das sogenannte Nordic Opening, der Saisonauftakt des FIS Weltcups der nordischen Ski-Disziplinen statt. 2012 wurde die Saisoneröffnung im Skispringen und in der Nordischen Kombination abweichend von der langjährigen Übung jedoch eine Woche vor den Wettkämpfen in Kuusamo im norwegischen Lillehammer durchgeführt. Darüber hinaus finden auf der Schanze regelmäßig Wettbewerbe des Continental Cups und des Weltcups in der Nordischen Kombination statt.

## Geschichte
Die Schanze war nach ihrer Fertigstellung 1964 die größte Großschanze der Welt und blieb dies auch bis zum Bau der neuen Mühlenkopfschanze in Willingen im Jahr 2003. In den 90er Jahren wurde die Anlage mit einer Flutlichtanlage ausgerüstet, so dass auch Nachtspringen möglich sind. Zusätzlich verfügt die Schanze über eine Beschneiungsanlage und eine Keramikspur und gilt deshalb als die größte Skisprungschanze der Welt für ganzjährige Nutzung.

## Name der Schanze
Der Name der Schanze sorgt regelmäßig für etwas Verwirrung, da sie sowohl als Ruka-Schanze (nach ihrem in Finnland gebräuchlichen Namen Rukan hyppyrimäki) als auch als Rukatunturi-Schanze bezeichnet wird. Auf dem offiziellen Datenblatt der FIS wird die Schanze aber als Rukatunturi bezeichnet.

## Technische Daten
| Rukatunturi                                | Rukatunturi           |
| Anlauf                                     | Anlauf                |
| ------------------------------------------ | --------------------- |
| Anlauflänge                                | 100,5 m               |
| Neigung des Anlaufs (γ)                    | 35°                   |
| Anlaufgeschwindigkeit                      | 26,3 m/s (94,68 km/h) |
| Schanzentisch                              |                       |
| Tischhöhe                                  | 3,5 m                 |
| Tischlänge                                 | 6,75 m                |
| Neigung des Schanzentisches (α)            | 11–11,5°              |
| Aufsprung                                  |                       |
| Hillsize                                   | 142 m                 |
| Konstruktionspunkt                         | 120 m                 |
| Höhendifferenz Tischkante bis K-Punkt (h)  | 60,27 m               |
| Längendifferenz Tischkante bis K-Punkt (n) | 103,8 m               |
| Verhältnis Höhen- zu Längendifferenz (h/n) | 0,581                 |
| K-Punkt Neigungswinkel (β)                 | 38°                   |
| Auslauf                                    |                       |
| Länge des Auslaufs                         | 80 m                  |

## Internationale Wettbewerbe
Genannt werden alle von der FIS organisierten Sprungwettbewerbe.
| Datum               | Kategorie       | Schanze | 1. Platz                                                                          | 2. Platz                                                                          | 3. Platz                                                                    |
| ------------------- | --------------- | ------- | --------------------------------------------------------------------------------- | --------------------------------------------------------------------------------- | --------------------------------------------------------------------------- |
| 7. Dezember 1996    | Weltcup         | K120    | Takanobu Okabe                                                                    | Kazuyoshi Funaki                                                                  | Andreas Goldberger                                                          |
| 8. Dezember 1996    | Weltcup         | K120    | Primož Peterka                                                                    | Lasse Ottesen                                                                     | Takanobu Okabe                                                              |
| 27. März 1999       | Continental Cup | K120    | Jussi Hautamäki                                                                   | Juha-Matti Ruuskanen                                                              | Tami Kiuru                                                                  |
| 28. März 1999       | Continental Cup | K120    | Tami Kiuru                                                                        | Roland Audenrieth                                                                 | Michael Uhrmann                                                             |
| 25. März 2000       | Continental Cup | K120    | Wettkampf wegen starken Windes abgesagt                                           | Wettkampf wegen starken Windes abgesagt                                           | Wettkampf wegen starken Windes abgesagt                                     |
| 26. März 2000       | Continental Cup | K120    | Olav Magne Dønnem                                                                 | Juha-Matti Ruuskanen                                                              | Martin Koch                                                                 |
| 17. November 2001   | Continental Cup | K120    | Janne Ylijärvi                                                                    | Alan Alborn                                                                       | Lassi Huuskonen                                                             |
| 18. November 2001   | Continental Cup | K120    | Janne Ylijärvi                                                                    | Kristian Brenden                                                                  | Akseli Kokkonen                                                             |
| 29. November 2002   | Weltcup         | K120    | Primož Peterka                                                                    | Adam Małysz                                                                       | Janne Ahonen                                                                |
| 30. November 2002   | Weltcup         | K120    | Andreas Widhölzl                                                                  | Janne Ahonen                                                                      | Primož Peterka                                                              |
| 28. November 2003   | Weltcup         | K120    | Matti Hautamäki                                                                   | Adam Małysz                                                                       | Veli-Matti Lindström                                                        |
| 27. November 2003   | Weltcup         | K120    | Sigurd Pettersen                                                                  | Adam Małysz                                                                       | Veli-Matti Lindström                                                        |
| 26. November 2004   | Weltcup         | HS142   | Wettkampf wegen starken Windes abgesagt                                           | Wettkampf wegen starken Windes abgesagt                                           | Wettkampf wegen starken Windes abgesagt                                     |
| 27. November 2004   | Weltcup         | HS142   | Janne Ahonen                                                                      | Alexander Herr                                                                    | Martin Höllwarth                                                            |
| 28. November 2004   | Weltcup         | HS142   | Janne Ahonen                                                                      | Thomas Morgenstern                                                                | Jakub Janda                                                                 |
| 25. November 2005   | Weltcup         | HS142   | Wettkampf wegen starken Schneefalls abgesagt                                      | Wettkampf wegen starken Schneefalls abgesagt                                      | Wettkampf wegen starken Schneefalls abgesagt                                |
| 26. November 2005   | Weltcup         | HS142   | Jakub Janda                                                                       | Janne Ahonen                                                                      | Robert Kranjec                                                              |
| 26. November 2005   | Weltcup         | HS142   | Robert Kranjec                                                                    | Janne Ahonen                                                                      | Michael Uhrmann                                                             |
| 24. November 2006   | Weltcup         | HS142   | Arttu Lappi                                                                       | Simon Ammann                                                                      | Anders Jacobsen                                                             |
| 25. November 2006   | Weltcup         | HS142   | Wettkampf abgebrochen                                                             | Wettkampf abgebrochen                                                             | Wettkampf abgebrochen                                                       |
| 30. November 2007   | Weltcup         | HS142   | NorwegenBjørn Einar Romøren Tom Hilde Anders Bardal Roar Ljøkelsøy                | ÖsterreichWolfgang Loitzl Martin Koch Gregor Schlierenzauer Thomas Morgenstern    | FinnlandMatti Hautamäki Harri Olli Arttu Lappi Janne Ahonen                 |
| 1. Dezember 2007    | Weltcup         | HS142   | Thomas Morgenstern                                                                | Bjørn Einar Romøren                                                               | Tom Hilde                                                                   |
| 28. November 2008   | Weltcup         | HS142   | Wettkampf wegen starken Windes abgebrochen                                        | Wettkampf wegen starken Windes abgebrochen                                        | Wettkampf wegen starken Windes abgebrochen                                  |
| 29. November 2008   | Weltcup         | HS142   | Simon Ammann                                                                      | Wolfgang Loitzl                                                                   | Gregor Schlierenzauer                                                       |
| 29. November 2008   | Weltcup         | HS142   | FinnlandVille Larinto Kalle Keituri Harri Olli Matti Hautamäki                    | ÖsterreichWolfgang Loitzl Martin Koch Gregor Schlierenzauer Thomas Morgenstern    | DeutschlandFelix Schoft Michael Uhrmann Martin Schmitt Michael Neumayer     |
| 22. März 2009       | Continental Cup | HS142   | Manuel Fettner                                                                    | Jon Aaraas                                                                        | Andreas Kofler                                                              |
| 22. März 2009       | Continental Cup | HS142   | Andreas Kofler                                                                    | Jon Aaraas                                                                        | Thomas Lobben                                                               |
| 27. November 2009   | Weltcup         | HS142   | ÖsterreichWolfgang Loitzl Andreas Kofler Gregor Schlierenzauer Thomas Morgenstern | DeutschlandMichael Uhrmann Michael Neumayer Pascal Bodmer Martin Schmitt          | FinnlandMatti Hautamäki Kalle Keituri Harri Olli Janne Ahonen               |
| 28. November 2009   | Weltcup         | HS142   | Bjørn Einar Romøren                                                               | Pascal Bodmer                                                                     | Wolfgang Loitzl                                                             |
| 13. März 2010       | Continental Cup | HS142   | Rafał Śliż                                                                        | Florian Schabereiter                                                              | David Unterberger                                                           |
| 14. März 2010       | Continental Cup | HS142   | Florian Schabereiter                                                              | Robert Hrgota                                                                     | David Unterberger                                                           |
| 27. November 2010   | Weltcup         | HS142   | ÖsterreichThomas Morgenstern Wolfgang Loitzl Andreas Kofler Gregor Schlierenzauer | NorwegenBjørn Einar Romøren Anders Bardal Anders Jacobsen Tom Hilde               | JapanShōhei Tochimoto Noriaki Kasai Taku Takeuchi Daiki Itō                 |
| 28. November 2010   | Weltcup         | HS142   | Andreas Kofler                                                                    | Thomas Morgenstern                                                                | Simon Ammann                                                                |
| 27. November 2011   | Weltcup         | HS142   | ÖsterreichWolfgang Loitzl Andreas Kofler Gregor Schlierenzauer Thomas Morgenstern | JapanJunshirō Kobayashi Shōhei Tochimoto Taku Takeuchi Daiki Itō                  | RusslandDmitri Wassiljew Anton Kalinitschenko Roman Trofimow Denis Kornilow |
| 27. November 2011   | Weltcup         | HS142   | Andreas Kofler                                                                    | Gregor Schlierenzauer                                                             | Thomas Morgenstern                                                          |
| 30. November 2012   | Weltcup         | HS142   | DeutschlandAndreas Wellinger Michael Neumayer Richard Freitag Severin Freund      | ÖsterreichWolfgang Loitzl Manuel Fettner Gregor Schlierenzauer Thomas Morgenstern | SlowenienRobert Kranjec Jurij Tepeš Jaka Hvala Peter Prevc                  |
| 1. Dezember 2012    | Weltcup         | HS142   | Severin Freund                                                                    | Dmitri Wassiljew                                                                  | Simon Ammann                                                                |
| 29. November 2013   | Weltcup         | HS142   | Gregor Schlierenzauer                                                             | Marinus Kraus                                                                     | Thomas Morgenstern                                                          |
| 30. November 2013   | Weltcup         | HS142   | Wettkampf wegen starken Windes abgebrochen                                        | Wettkampf wegen starken Windes abgebrochen                                        | Wettkampf wegen starken Windes abgebrochen                                  |
| 28. November 2014   | Weltcup         | HS142   | Simon Ammann                                                                      | Daiki Itō                                                                         | Noriaki Kasai                                                               |
| 29. November 2014   | Weltcup         | HS142   | Simon Ammann Noriaki Kasai                                                        |                                                                                   | Severin Freund                                                              |
| 27. November 2015   | Weltcup         | HS142   | Wettkampf wegen starken Windes abgesagt                                           | Wettkampf wegen starken Windes abgesagt                                           | Wettkampf wegen starken Windes abgesagt                                     |
| 28. November 2015   | Weltcup         | HS142   | Wettkampf wegen starken Windes abgebrochen                                        | Wettkampf wegen starken Windes abgebrochen                                        | Wettkampf wegen starken Windes abgebrochen                                  |
| 25. November 2016   | Weltcup         | HS142   | Domen Prevc                                                                       | Severin Freund                                                                    | Peter Prevc                                                                 |
| 26. November 2016   | Weltcup         | HS142   | Severin Freund                                                                    | Daniel-André Tande                                                                | Manuel Fettner                                                              |
| 17. Dezember 2016   | Continental Cup | HS142   | Ulrich Wohlgenannt                                                                | Florian Altenburger                                                               | Sebastian Colloredo Krzysztof Biegun                                        |
| 18. Dezember 2016   | Continental Cup | HS142   | Elias Tollinger                                                                   | Stefan Huber                                                                      | Philipp Aschenwald                                                          |
| 25. November 2017   | Weltcup         | HS142   | NorwegenRobert Johansson Anders Fannemel Daniel-André Tande Johann André Forfang  | DeutschlandMarkus Eisenbichler Pius Paschke Andreas Wellinger Richard Freitag     | JapanTaku Takeuchi Ryōyū Kobayashi Noriaki Kasai Junshirō Kobayashi         |
| 26. November 2017   | Weltcup         | HS142   | Jernej Damjan                                                                     | Johann André Forfang                                                              | Andreas Wellinger                                                           |
| 16. Dezember 2017   | Continental Cup | HS142   | Tomasz Pilch                                                                      | Nejc Dežman                                                                       | Žiga Jelar                                                                  |
| 17. Dezember 2017   | Continental Cup | HS142   | Jurij Tepeš                                                                       | Žiga Jelar                                                                        | Joachim Hauer                                                               |
| 24. November 2018   | Weltcup         | HS142   | Ryōyū Kobayashi                                                                   | Kamil Stoch                                                                       | Piotr Żyła                                                                  |
| 25. November 2018   | Weltcup         | HS142   | Ryōyū Kobayashi                                                                   | Andreas Wellinger                                                                 | Kamil Stoch                                                                 |
| 15. Dezember 2018   | Continental Cup | HS142   | Robin Pedersen                                                                    | Aleksander Zniszczoł                                                              | Robert Kranjec                                                              |
| 16. Dezember 2018   | Continental Cup | HS142   | Robin Pedersen                                                                    | Felix Hoffmann                                                                    | Martin Hamann                                                               |
| 30. November 2019   | Weltcup         | HS142   | Daniel-André Tande                                                                | Philipp Aschenwald                                                                | Anže Lanišek                                                                |
| 1. Dezember 2019    | Weltcup         | HS142   | Wettkampf wegen starken Windes abgesagt                                           | Wettkampf wegen starken Windes abgesagt                                           | Wettkampf wegen starken Windes abgesagt                                     |
| 14. Dezember 2019   | Continental Cup | HS142   | Keiichi Satō                                                                      | Taku Takeuchi                                                                     | Clemens Leitner                                                             |
| 15. Dezember 2019   | Continental Cup | HS142   | Taku Takeuchi                                                                     | Clemens Leitner                                                                   | Keiichi Satō                                                                |
| 28. November 2020   | Weltcup         | HS142   | Markus Eisenbichler                                                               | Piotr Żyła                                                                        | Dawid Kubacki                                                               |
| 29. November 2020   | Weltcup         | HS142   | Halvor Egner Granerud                                                             | Markus Eisenbichler                                                               | Dawid Kubacki                                                               |
| 18. Dezember 2020   | Continental Cup | HS142   | Stefan Rainer                                                                     | Jan Hörl                                                                          | Bendik Jakobsen Heggli                                                      |
| 19. Dezember 2020   | Continental Cup | HS142   | Jan Hörl                                                                          | Jakub Wolny                                                                       | Eetu Nousiainen                                                             |
| 19. Dezember 2020   | Continental Cup | HS142   | Stefan Rainer                                                                     | Jan Hörl                                                                          | Clemens Leitner                                                             |
| 27. November 2021   | Weltcup         | HS142   | Ryōyū Kobayashi                                                                   | Anže Lanišek                                                                      | Markus Eisenbichler                                                         |
| 28. November 2021   | Weltcup         | HS142   | Anže Lanišek                                                                      | Karl Geiger                                                                       | Markus Eisenbichler                                                         |
| 18. Dezember 2021   | Continental Cup | HS142   | Robin Pedersen                                                                    | Joacim Ødegård Bjøreng                                                            | Sondre Ringen                                                               |
| 19. Dezember 2021   | Continental Cup | HS142   | Robin Pedersen                                                                    | Elias Medwed                                                                      | Stefan Rainer                                                               |
| 26. November 2022   | Weltcup         | HS142   | Anže Lanišek                                                                      | Stefan Kraft                                                                      | Piotr Żyła                                                                  |
| 27. November 2022   | Weltcup         | HS142   | Halvor Egner Granerud Stefan Kraft                                                |                                                                                   | Naoki Nakamura                                                              |
| 17. Dezember 2022 1 | Continental Cup | HS142   | Anders Fannemel                                                                   | Joacim Ødegård Bjøreng                                                            | Eetu Nousiainen                                                             |
| 18. Dezember 2022   | Continental Cup | HS142   | Philipp Raimund                                                                   | Joacim Ødegård Bjøreng                                                            | Anders Fannemel                                                             |
| 25. November 2023   | Weltcup         | HS142   | Stefan Kraft                                                                      | Pius Paschke                                                                      | Stephan Leyhe                                                               |
| 26. November 2023   | Weltcup         | HS142   | Stefan Kraft                                                                      | Jan Hörl                                                                          | Andreas Wellinger                                                           |
| 15. Dezember 2023   | Continental Cup | HS142   | Benjamin Østvold                                                                  | Aleksander Zniszczoł                                                              | Stephan Embacher                                                            |
| 16. Dezember 2023   | Continental Cup | HS142   | Clemens Leitner                                                                   | Robin Pedersen                                                                    | Clemens Aigner                                                              |
| 30. November 2024   | Weltcup         | HS142   | Pius Paschke                                                                      | Jan Hörl                                                                          | Stefan Kraft                                                                |
| 1. Dezember 2024 2  | Weltcup         | HS142   | Andreas Wellinger                                                                 | Stefan Kraft                                                                      | Karl Geiger                                                                 |
| 14. Dezember 2024   | Continental Cup | HS142   | Markus Müller                                                                     | Hannes Landerer                                                                   | Felix Hoffmann                                                              |
| 15. Dezember 2024   | Continental Cup | HS142   | Robin Pedersen                                                                    | Markus Müller                                                                     | Benjamin Østvold                                                            |